# Bryssels tunnelbana

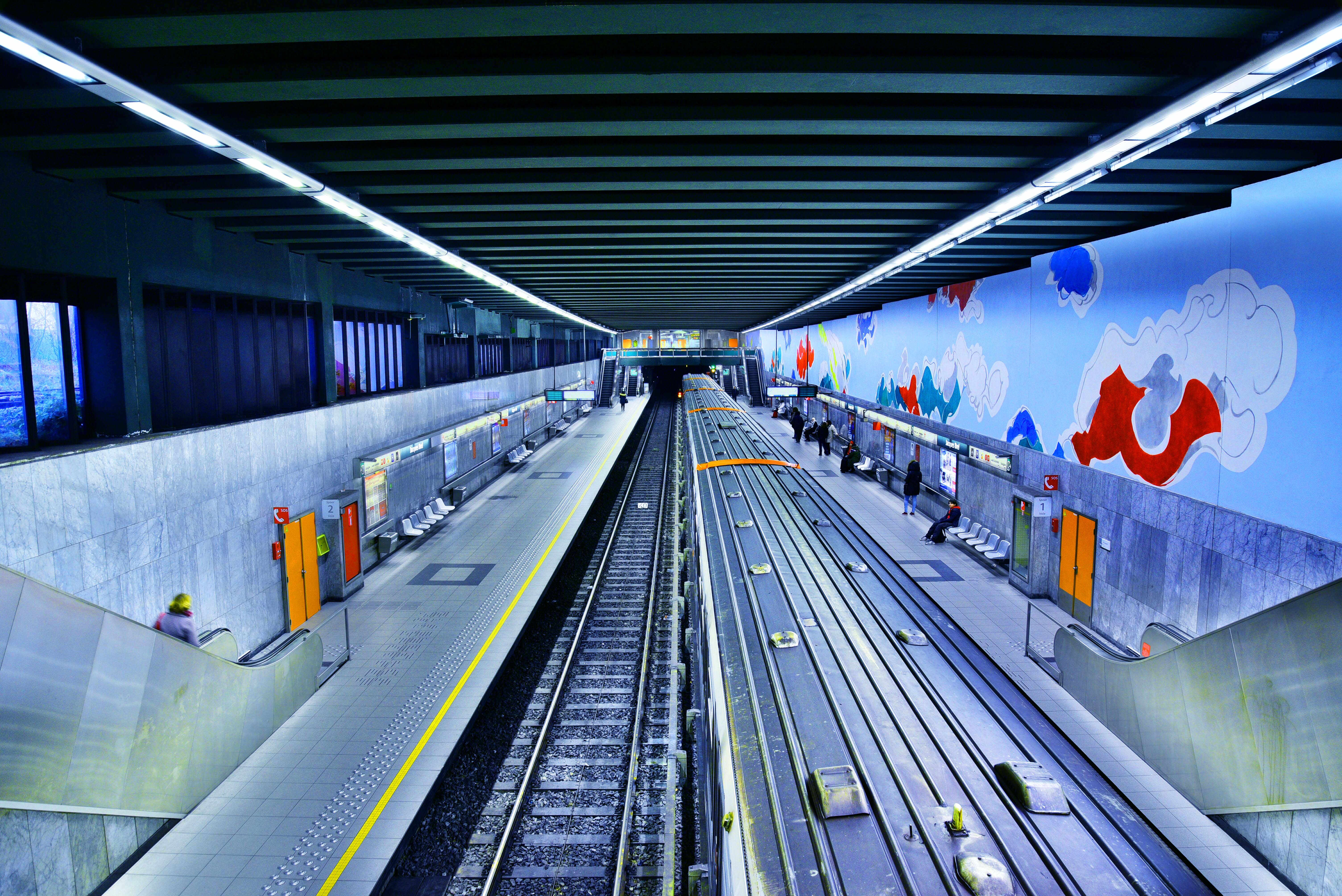
Jacques Brel tunnelbanestation

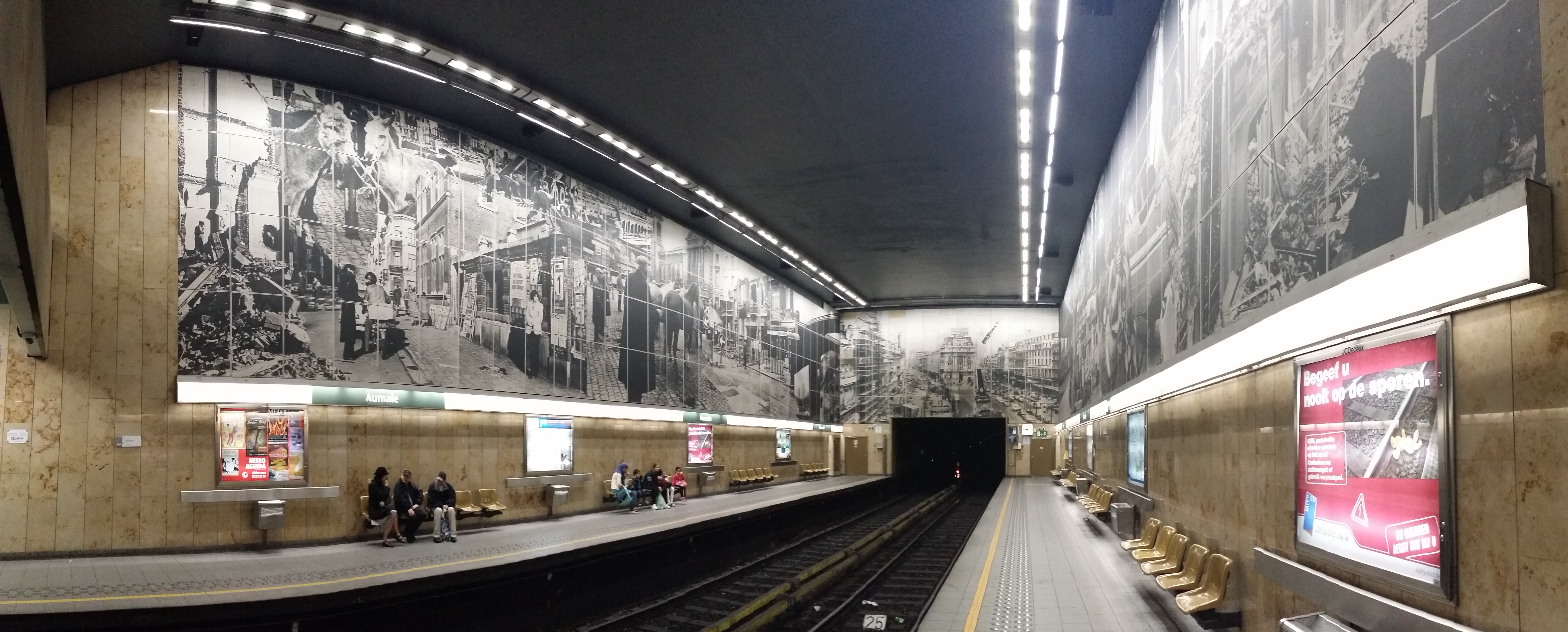
Aumale tunnelbanestation

Bryssels tunnelbana (Métro de Bruxelles på franska, Brusselse metro på nederländska) består av fyra konventionella tunnelbanelinjer och två premetrolinjer, som trafikeras med spårvagnar som fortsätter på spåvägsnätet men är byggda för att kunna konverteras till tunnelbana.

## Historia
Den första underjordiska spårvägslinjen (premetro) byggdes 1965-1969 och gick mellan Schuman och De Brouckère. 1970 öppnades en andra linje mellan Madou och Porte de Namur/Naamsepoort. En underjordisk station öppnades i Diamant 1972 och förlängdes till Boileau 1975. 1976 öppnades den första tunnelbanelinjen mellan De Brouckère till Beaulieu och en andra förgrening mellan De Brouckère och Tomberg.

### Terrordåden 2016
Den 22 mars 2016 klockan 09:11 lokal tid exploderade en sprängladdning på ett tunnelbanetåg mellan stationerna Maelbeek/Maalbeek och Schuman centralt i staden nära högkvarteren för Europaparlamentet och EU-kommissionen.

## Drift och linjer
Företaget som trafikerar tunnelbanan heter Société des transports intercommunaux de Bruxelles (förkortat STIB) på franska och Maatschappij voor het Intercommunaal Vervoer te Brussel (förkortat MIVB) på nederländska. Linje 1, 2, 5 och 6 är vanliga tunnelbanelinjer medan linje 3 och 4 är spårvagnslinjer som går under jord inne i centrala staden och utomhus på övriga sträckor.
| Linje | Sträcka (franska / nederländska)                                                        | Öppnad | Längd   |
| ----- | --------------------------------------------------------------------------------------- | ------ | ------- |
| 1     | Gare de l'Ouest ↔ Stockel / Weststation ↔ Stokkel                                       | 1976   | 12,5 km |
| 2     | Simonis (Leopold II) ↔ Simonis (Elisabeth) / Simonis (Leopold II) ↔ Simonis (Elisabeth) | 1988   | 10,3 km |
| 5     | Erasme ↔ Herrmann-Debroux / Erasmus ↔ Herrmann- Debroux                                 | 1976   | 17,3 km |
| 6     | Roi Baudouin ↔ Simonis (Elisabeth) / Koning Boudewijn ↔ Simonis (Elisabeth)             | 1988   | 15,5 km |